# Chamaerhodos
Chamaerhodos là một chi thực vật có hoa trong họ Hoa hồng.